# Jewna
Jewna, biał. Еўна, lit. Jaunė, literackie młoda niewiasta (ur. ok. 1280, zm. ok. 1344) – córka księcia połockiego Iwana, żona wielkiego księcia litewskiego Giedymina, babka Władysława Jagiełły.
Zachowało się tylko jedno źródło pisane poświadczające jej istnienie, mianowicie Kronika Bychowca. Jest to dokument późny, a historycy podają w wątpliwość informacje dotyczące żony Giedymina w nim zawarte. Tym niemniej liczne opracowania historyczne wciąż wymieniają ją jako babkę Władysława Jagiełły.
Źródła podają różną liczbę żon Giedymina. Kronika Bychowca wymienia trzy z imienia: Widę z Kurlandii, Olgę ze Smoleńska oraz Jewnę. Niektórzy współcześni badacze uważają, iż Giedymin miał dwie żony, jedną, pochodzącą z pogańskiej, możnej rodziny, i drugą, Jewnę, wyznającą prawosławie. S.C. Rowell twierdzi, iż Giedymin miał tylko jedną żonę pochodzenia pogańskiego. Ślub z ruską lub polską księżniczką zostałby odnotowany w ówczesnych źródłach.
Według Kroniki Bychowca po śmierci Jewny bracia Olgierd i Kiejstut zaczęli nastawać na Jawnutę, którego Giedymin wyznaczył na następcę. Fakt ten jest interpretowany jako świadectwo słabości Jawnuty i wspierania go przez matkę. Jeśli przypuszczenia te są trafne, świadczyłoby to o roli, jaką w pogańskiej Litwie odgrywała księżna matka.
Prawosławna tradycja przypisuje Jewnie fundację monasteru Zaśnięcia Matki Bożej w Jewiach.